# Vojna osmih princev
Vojna osmih princev, upor osmih princev ali upor osmih kraljev  (poenostavljeno kitajsko: 八王之乱; tradicionalno kitajsko: 八王之亂; pinjin: bā wáng zhī luàn; Wade–Giles: pa wang chih luan) je bil niz državnih udarov in državljanskih vojn med kralji/princi (kitajsko 王, pinjin wáng) kitajske dinastije Zahodni Džin od leta 291 do 306. Ključni predmet spora je bila oblast v cesarstvu, ki mu je uradno vladal razvojno prizadeti cesar Hui. Ime spopada izhaja iz biografij osmih princev, zbranih v 59. poglavju Knjige Džina. 
Vojna je nekoliko napačen naziv, saj ni bila obdobje neprekinjenih spopadov. V njej so bila obdobja miru, ki so jih prekinjala kratka in intenzivna obdobja medsebojnih spopadov. V nobenem spopadu ni bilo udeleženih vseh osem princev hkrati in na isti strani. Za del vojne se ne morejo šteti tudi spopadi koalicije s Sima Lunom leta 301. Za vojno je morda bolj primeren naziv "nered osmih kraljev", ki je neposreden prevod iz kitajščine. 
Začetni spopadi so bili razmeroma majhni in omejeni na cesarsko prestolnico Luojang in njeno okolico, z vsakim novim princem, ki je vstopil v boj, pa se je obseg vojne širil. Državljanska vojna omogočila številne upore, predvsem podložnikov, ki so se ponovno naselili na Severnokitajsko nižino.
Vojna je opustošila osrčje dinastije Džin na severu Kitajske in začela obdobje šestnajstih kraljestev in več kot sto let vojn med številnimi kratkotrajnimi dinastijami na severu in dinastijo Vzhodni Džin na jugu. 

## Osem princev
V vojni je bilo udeleženih veliko princev, med katerimi so bili naopomembnejši:
| Princ                 | Naslov                   | Življenjska doba |
| --------------------- | ------------------------ | ---------------- |
| Sima Ljang            | princ poveljstva Runan   | 233–291          |
| Sima Vej              | princ poveljstva Nan     | 271–291          |
| Sima Lun              | princ poveljstva Džao    | 250–301          |
| Sima Džjong           | princ poveljstva Či      | ?–302            |
| Sima Aj (ali Sima Ji) | princ poveljstva Čangša  | 277–304          |
| Sima Jing             | princ poveljstva Čengdu  | 279–306          |
| Sima Jong             | princ poveljstva Hedžjan | ?–307            |
| Sima Jue              | princ poveljstva Donghaj | ?–311            |

Druge pomembne v vojno vključene osebe so bile cesar Hui, minister in regent Jang Džun, cesarica vdova Jang Dži, cesarica Džja Nanfeng in višji minister Vej Guan. Pomembno je tudi opozoriti, da fevdni nazivi knezov ne odražajo njihovega pravega mesta delovanja. Sima Jing, na primer, je bil uradno princ Čengduja, vendar je med vojno deloval večinoma v Čedžuju, Hebej, in ni bil nikoli blizu svojega fevda.

## Ozadje
Sima Ji, uradnik, general in regent države Cao Vej v obdobju treh kraljestev, je v začetku leta 249  izvedel uspešen državni udar proti svojemu so-regentu Cao Šuangu in dejansko prevzel oblast v Cao Veju. On in njegova sinova Sima Ši in Sima Džao so postali vladarji Veja. Leta 266 je Sima Džaov najstarejši sin Sima Jan, bolj znan kot kasnejši cesar Vu, prisilil cesarja Veja Cao Huana, da se je odrekel prestolu, in ustanovil dinastijo Džin. 
Sima Jan se je poskušal učiti iz napak, ki so privedle do padca Cao Veja. Režim Cao Veja je svoje prince odvračal od opravljanja vladnih in vojaških funkcij in jih pošiljal živeti v njihove fevde. Sistem je Sima Jiju omogočil, da je lahko s podporo močnih plemiških klanov z minimalnim odporom prevzel nadzor nad vlado Veja. Sima Jan je napako sistema odpravil tako, da je po prevzemu oblasti oborožil in na ključne položaje v državi postavil svoje strice, bratrance in sinove. Tisti z velikimi zaslugami so bili upravičeni do 5000, tisti s srednjimi do 3000 in tisti z majhnimi do 1500 vojakov. Sčasoma so ti knezi in vojvode dobili upravno oblast nad svojimi fevdi ter pooblastilo za pobiranje davkov in zaposlovanje osrednjih uradnikov. 
Cesarja Vuja je skrbela mogoča nasledstvena kriza, ker je bil njegov dedič Sima Džong razvojno prizadet. Nekateri ministri so želeli, da bi Vuja nasledil njegov sposobni brat Sima Ju, vendar je Vu neomajno vztrajal pri ohranjanju tradicionalnega zakona o nasledstvu. Džong je bil sin Vujeve prve cesarice Jang Jan in poročen z Džja Nanfeng, zato je imel močno podporo vplivnih klanov Jang in Džja. Drugi dejavnik, ki je vplival na izbiro Džonga je bil, da je Vu videl velik potencial v svojem vnuku Sima Juju, če bi nasledil Džonga. 
Cesar Vu je s povečanjem pooblastil princev računal, da bodo zaradi družinskih vezi zaščitili njegovega naslednika pred plemiškimi klani, če bi prekoračili svoje meje. Ko je Džong prevzel prestol in postal zgolj figura, so se princi izkazali za sebične in pripravljene spodkopavati drug drugega za oblast v cesarstvu. 
Vojna osmih princev je sovpadla s prevratom "petih barbarov", plemen, ki so se iz dinastije Vzhodni Han ponovno naselila v notranjosti Kitajske. Spopadi princev in slabo upravljanje cesarstva so dinastijo Džin naredili ranljivo. Leta 304 so se uprli Diji v Čang Hanu in Šiungnuji v Han Džau in se odcepili od Džina, s čimer se je začelo obdobje šestnajstih kraljestev. Na jugu so izbruhnili upori pod vodstvom Džang Čanga med letoma 303 in 304 in kitajskega generala Čen Mina med letoma 305 in 307. Upori na jugu so bili v nasprotju z upori na severu hitro zatrti.

## Posledice
Ob koncu vojne je bilo cesarstvo v razsulu. Zmaga Sima Jueja je bila kratka, saj se je moral takoj po njej soočiti z več upori po celem cesarstvu. Čen Mina so strmoglavili plemiški klani Džjangnana, ki so regijo nemudoma vrnili Džinu. Dži Sang in Ši Le sta leta 307 oplenila Jeja, medtem ko je Vang Mi pustošil v Severnokitajski nižini, zasedel Šučang in leta 308 oblegal Luojang. Četudi je Jue sčasoma zadušil njuna upora, sta se Ši Le in Vang Mi z ostanki svojih vojsk pridružila Lju Juanovi državi Han. Skupaj so zavzeli večino ozemlja severno od Rumene reke. V Sečuanu silam Džina ni uspelo ugasniti Li Šjongove države Čeng. 
Sima Jue se je vrnil v Luojang leta 309 in uvedel ukrepe za okrepitev svojega nadzora bojišča. Tja je poslal 3000 oklepljenih vojakov, da bi aretirali in usmrtili cesarja Huaja, in nato odpustil palačno stražo, ki je sodelovala pri številnih prejšnjih državnih udarih. Nadomestil jo je z vojaki iz svojega fevda. Približno v tem času so Luojang prizadeli smrtonosna lakota in dva napada Hana. Jue je menil, da je Luojang preveč izpostavljen in je s 40.000 vojaki, glavnino cesarske vojske, odšel v okrožje Šjang v današnjem Henanu, da bi se kljub ugovorom cesarja Huaja vojskoval proti Hanu. Cesar je ostal v prestolnici pod nadzorom Juejevih osebno izbranih zaupnikov. 
Ta odločitev je bila prelomna točka v njunem odnosu, saj je Huaj začel načrtovati odstavitev Jueja. Vzpostavil je stik z Juejevim drugim poveljnikom Gov Šijem, ki se je prav tako sprl s princem. Njuni načrti so bili na koncu odkriti. Jue je nameraval napasti Gov Šija, vendar je zaradi stresa zbolel in kmalu zatem 23. aprila 311 umrl. Cesarska vojska, ki je takrat štela 100.000 mož, ni vedela, kaj storiti. Za začasnega vodjo so na hitro izbrali Juejevega ministra Vang Jana in se odločili, da bodo prinčev pogreb najprej organizirali v njegovem fevdu. Pogrebni sprevod je prestregel in premagal Ši Le v bitki pri Ningpingu. Cesarska vojska je bila uničena. Na bojišču so ležale gomile trupel, saj nobenemu ni uspelo pobegniti. Po uničenju glavnine vojske Džina so sile Hana zavzele slabo branjen in od lakote izčrpan Luojang, oplenile mesto in 13. julija 311 zajele cesarja Huaija. V pokolu je bilo ubitih več kot 30.000 ljudi, vključno s prestolonaslednikom in državnimi uradniki. Gov Šija je premagal in ujel Ši Le pri okrožju Mengčen. Dogodki so postali znani kot katastrofa pri Jongdžjaju.
Dinastija Zahodni Džin je preživela še pet let. Cesarstvo je kmalu po Huajevem ujetju poskušal obnoviti Huajev nečak Min, a je leta 316 propadlo. Klan Sima se je sčasoma opomogel in v Džjankangu v južni Kitajski zavladal kot dinastija Vzhodni Džin. V severni Kitajski je zavladal niz kratkotrajnih držav, znanih kot Šestnajst kraljestev.